# Constantin Staib
Pour les articles homonymes, voir Staib.
Constantin Staib né le 31 août 1995 à Münster,, est un joueur de hockey sur gazon allemand qui joue comme milieu de terrain ou attaquant pour le Hamburger Polo Club et l'équipe nationale allemande.

## Carrière

### Club
Constantin Staib joue comme attaquant pour le club allemand Hamburger Polo Club. Avant son passage au Hamburger Polo Club, Staib a joué pour Club an der Alster jusqu'en 2018.

### International
En 2015, Staib a fait ses débuts internationaux pour l'Allemagne lors d'un test match contre l'Afrique du Sud au Cap. La même année, il remporte sa première médaille avec l'Allemagne à l'Euro 2015 à Londres, terminant à la deuxième place.
Depuis ses débuts, Staib fait régulièrement partie de l'équipe nationale, remportant notamment le bronze au Champions Trophy 2016. La dernière apparition de Staib pour l'Allemagne a eu lieu lors de la première Ligue professionnelle en 2019. Le 28 mai 2021, il a été nommé dans l'équipe pour l'Euro 2021 et les Jeux olympiques d'été de 2020.